# Muros de Nalón (ort)
Muros de Nalón är en ort i Spanien.   Den ligger i provinsen Province of Asturias och regionen Asturien, i den norra delen av landet, 400 km nordväst om huvudstaden Madrid. Muros de Nalón ligger 114 meter över havet och antalet invånare är 2 051.
Terrängen runt Muros de Nalón är kuperad söderut, men norrut är den platt. Havet är nära Muros de Nalón norrut. Runt Muros de Nalón är det ganska glesbefolkat, med 34 invånare per kvadratkilometer. Närmaste större samhälle är Avilés, 14,4 km öster om Muros de Nalón. I omgivningarna runt Muros de Nalón växer i huvudsak blandskog.